# Garafía
Garafía település Spanyolországban, Santa Cruz de Tenerife tartományban. Garafía Puntagorda, El Paso és Barlovento községekkel határos. Lakosainak száma 1983 fő (2024).

## Népesség
A település népessége az elmúlt években az alábbi módon változott:
| Lakosok száma | 2012 | 1948 | 1849 | 1804 | 1654 | 1618 | 1584 | 1667 | 1830 | 1983 |
|               | 2001 | 2004 | 2007 | 2009 | 2012 | 2014 | 2017 | 2019 | 2022 | 2024 |